# コンクール
コンクール（仏: concours）は、特定のテーマを指定して参加者を募り、作品のできばえや技能・演技などの優劣を競う催し。競技会。競演会。英語系の表現英: contest コンテストとほぼ同義。
テーマを決めて、参加者の技能や作品の優劣などを競う競技会、競演会を指すフランス語表現。芸術分野における音楽作品の優劣、演奏の優劣、絵画作品、映画作品、弁論の優劣を競うコンクールもある。建築設計、都市デザインなど等を対象にしたものや、ワインやチーズのコンクールも開催されている。
小さなコンクールはいたるところで開催されており、さして有名ではない、特定地域のものもある。有名どころでは、アマチュアの最高峰を決する大会、プロの登竜門などとして全国レベルや世界レベルで行われるものもある。
- 「高校生の主張」コンクールの決勝戦の会場（フランス、カーンのMémorial de Caen。2020年1月）
- 「若いアマチュアのための全国ヴァイオリンコンクール」でヴァイオリンの演奏をする少年とそれを聴く観客たち（オランダ、1971年）
- フロマージュ（チーズ）のコンクールでの授賞式
- 写真のコンクールの賞状（1897年）

コンクール (concours) はフランス語であるが、コンクールの性格によっては英訳される際にコンペティション (competition) もしくはコンテスト (contest) とされるものもある。また、コンクールの一種とも言える文学賞やノーベル賞などはそれぞれの項目に詳しい。
なお、フランス語で自動車の品評会の事を『Concours d'élégance』(コンクール・デレガンス)と言い、英語や日本語では単純に音訳され使われている。明らかに自動車の話をしているときは「コンクール」と呼ばれる。
- コンクール・デレガンス（自動車の品評会）

## コンクールの例

### 国際コンクール

#### 音楽コンクール
国際音楽コンクール世界連盟に加盟しているコンクールを中心に挙げる。クラシック音楽のコンクールは「クラシック音楽の音楽コンクール一覧」参照。
演奏
- ARDミュンヘン国際音楽コンクール
- パガニーニ国際コンクール
- ヴィオッティ国際音楽コンクール
- ブゾーニ国際ピアノコンクール
- ジュネーヴ国際音楽コンクール
- チャイコフスキー国際コンクール
- エリザベート王妃国際音楽コンクール
- ロン＝ティボー国際コンクール
- カール・ニールセン国際音楽コンクール
- マリア・カナルス・バルセロナ国際音楽演奏コンクール
- ヨハン・ゼバスティアン・バッハ国際コンクール
- リーズ国際ピアノ・コンクール
- プラハの春音楽祭
- ショパン国際ピアノコンクール
- ヴァン・クライバーン国際ピアノコンクール
- 仙台国際音楽コンクール
- 武蔵野市国際オルガンコンクール
- 浜松国際ピアノコンクール
- 静岡国際オペラコンクール
- 大阪国際室内楽コンクール
- 神戸国際フルートコンクール
- 国際オーボエコンクール
- 高松国際ピアノコンクール
- 名古屋国際音楽コンクール

### ワイン・コンクール
- fr:Concours mondial du savagnin

### 各国の国内コンクール

#### 日本

##### 音楽コンクール
演奏・作曲
- 全日本学生音楽コンクール （毎日新聞社）
- 日本音楽コンクール （毎日新聞社・NHK）
- 日本クラシック音楽コンクール（日本クラシック音楽協会）
- 日本管打楽器コンクール （日本音楽教育文化振興会）
- 日本木管コンクール
- 全日本吹奏楽コンクール （全日本吹奏楽連盟・朝日新聞社）
アマチュア吹奏楽団体を対象としたコンクールの一つで、毎年秋に行われる。日本の吹奏楽界では最大規模の大会。詳細は項目を参照。吹奏楽コンクールの項も参照のこと。
- 全日本アンサンブルコンテスト （全日本吹奏楽連盟・朝日新聞社）
- 全日本中学生・高校生管打楽器ソロコンテスト （日本吹奏楽指導者協会）
- 全日本リコーダーコンテスト（全日本リコーダー教育研究会）
- 全日本合唱コンクール （全日本合唱連盟・朝日新聞社）
アマチュア合唱団体を対象としたコンクールの一つ。合唱コンクールの項も参照のこと。
- こども音楽コンクール （TBSラジオ・JRN）
- NHK全国学校音楽コンクール （NHK）
- 芥川作曲賞
- 朝日作曲賞 (吹奏楽)
- 東京佼成ウインドオーケストラ作曲コンクール
- ジュニアピアノコンクール（日本ピアノ研究会）
- 野島稔・よこすかピアノコンクール
- かずさアカデミア音楽コンクール
- 東京音楽コンクール
- 吹田音楽コンクール
- 松方ホール音楽賞
- 宝塚ベガ音楽コンクール
- KOBE国際音楽コンクール

他
声楽
- イタリア声楽コンコルソ（日本イタリア協会・毎日新聞社）
- 日伊声楽コンコルソ（読売新聞社）
- 日本音楽コンクール声楽部門（毎日新聞社・NHK）

他
全部門
- コンコルソMusicArte（ムジカアルテ）（日本イタリア協会）

他